# 福山旧水道
福山旧水道（ふくやまきゅうすいどう）は、かつて福山城下、現在の広島県福山市において飲料水を供給していた上水道。

## 解説
元和8年（1622年）備後福山藩初代藩主水野勝成により整備された。主な幹線は藩により、そこから継ぎ足す形で町民により配備された。昭和初期から戦中まで一部で用いられており、現在福山市内にはその遺構が残っている。
福山上水（ふくやまじょうすい）の名で知られ、江戸の神田上水・播磨の赤穂上水（旧赤穂上水道）とともに「日本三大上水道」と言われている。ただ城の古地図や勝成隠居後に書かれた『宗休様御出語』では「御水道」「水道」表記であり、現在の福山市や赤穂市の資料では「福山水道」「福山旧水道」と呼称している。

## 沿革

### 近世水道
日本の近世都市水道としては小田原早川上水が起源である。一般には、天正18年（1590年）徳川家康が江戸城下に整備した神田上水が飲料用としての大規模都市水道の最初とされている。
江戸時代以降一国一城令を経て、城は防衛拠点としての意味合いは薄くなり政治や経済の中心として城下町とともに整備されていった。城下町の中には水利に恵まれない場所に建設されたことから人為的に真水を確保する必要に迫られたため、更には城下町が拡大するにつれ水の供給量が不足したため、藩運営あるいは町民により上水道が各地に整備された。福山水道もこの中の一つである。

### 地理

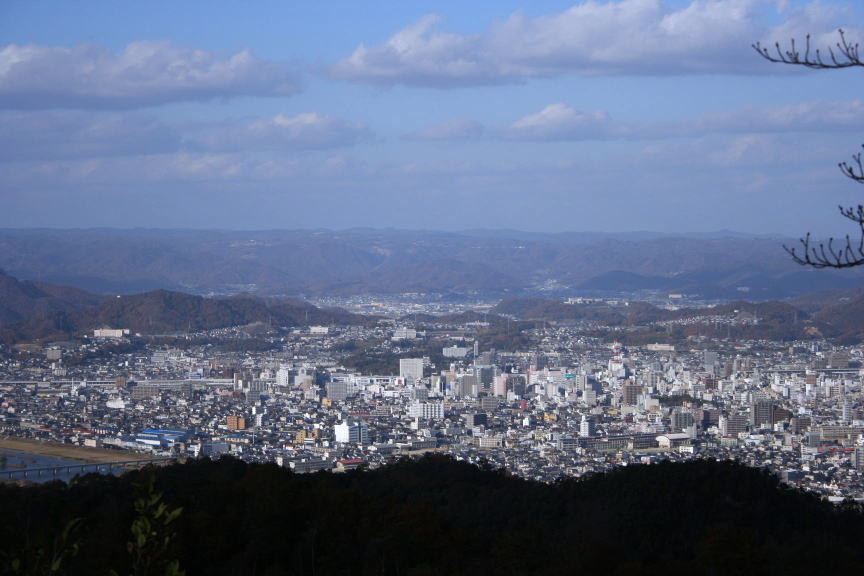
熊ヶ峰から北東方向の福山市街を望む。中央付近手前の山が福山城。

福山市中心部は古代は海で、中世以降は寒村が点在した芦田川下流に広がる低地であった。
元和5年（1619年）譜代大名水野勝成がこの地へ入封した。当時西日本はほぼ外様大名で占められていたことから、江戸幕府はこの地を防衛拠点「西国の鎮衛」として名将の誉高い勝成を配置した。そのため、石高に対して破格の規模である福山城が築城され、その城下町が整備され水陸交通の拠点として拡大開発されていった。
ただ、当時この地は海に近いことから井戸から良好な飲料水を得ることが出来なかった。またこの地は瀬戸内海式気候に属し梅雨と台風期以外の降水は殆どない特徴がある。そのため築城および城下町整備に加え治水・灌漑そして利水事業が平行して行われることになった。

### 水利開発

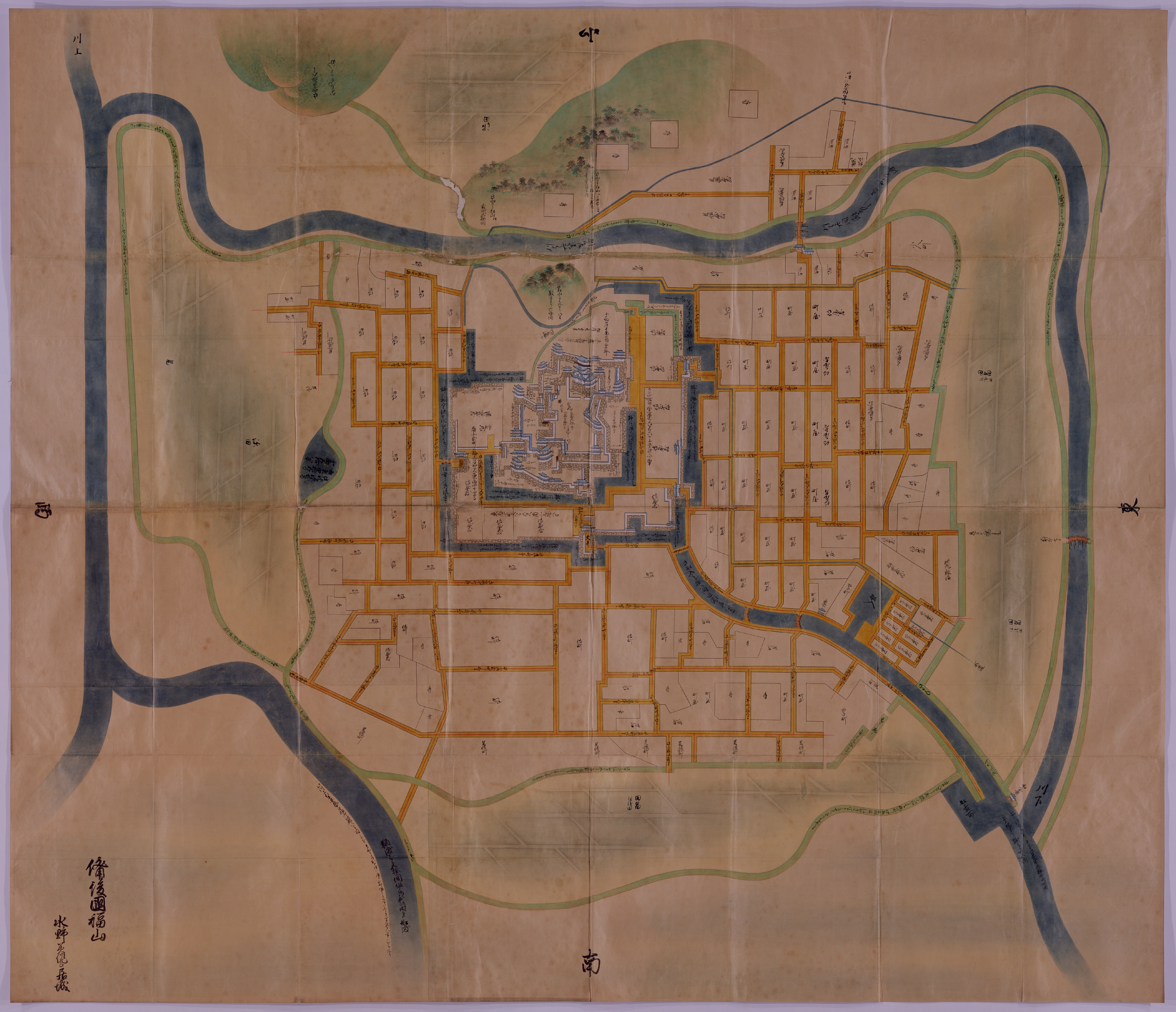
正保城絵図「備後国福山城図」

福山城及び城下町を整備するにあたり勝成は、家老中山勝時を惣奉行、小場利之らを土工奉行に任命し、自らもその陣頭指揮に当たったと伝えられている。また水道に関しては神谷治部が工事を指揮していたとされる。
当初、芦田川本流を城の北から東へ流す計画が立てられ、本庄村艮の鼻から川筋を曲げて城の北側に流そうとしていたが、元和6年（1620年）大洪水が起こり建設途中の城下が大きな被害を受けた。
そこで計画が変更され、芦田川はそのまま城の西側へ流れるようにし、代わりに導水路を城の北から東へ流すことになった。この「吉津川」と呼ばれた導水路は、芦田川と高屋川の合流地点下流側の高崎で取水し、芦田川に沿って分流路を設け、本庄村二股にあった上井出（農業用水のための堰）を超え東進、蓮池から城山の北側を流れ、城の南東部を開削した入川から海（現在の福山港）へと流れるルートとなった。そして蓮池から城の外堀へ水が供給され、そして上水道が整備されていった。また上井手から分流した水は、丘陵際に沿って東進し深津・吉津・奈良津・引野の灌漑用水となり開発を促進させた。
元和8年（1622年）、福山城完成、そして城下町も福山水道も完成した。江戸時代には尾張藩の御用水・水戸藩の笠原水道とともに天下に名立たる水道と謳われている。

### その後
勝成の跡を継いだ二代藩主水野勝俊以降の水野氏福山藩では、新田開発のための水利整備を行っている。勝俊時代に土砂災害が顕著となり、以降福山藩では明治初期に入るまで舟運確保のため浚渫・堰堤などの治水および利水事業に気を使っている。
この旧水道は明治に入っても用いられていたものの、都市化に伴う施設の老朽化や、水源汚濁により上水が不衛生なものとなりコレラなど伝染病の感染源となってしまった。この流れにより熊野ダム・佐波浄水場などの近代上水道が整備され1925年（大正14年）から現在まで続く福山上水道が竣工した。
ただ、この旧水道は一部市民により終戦当時まで利用されていた。また戦後も雑用水として利用されていた。上井手および下井手用水路を始め、服部大池や春日池など、江戸時代初期に整備された灌漑用施設は現在でも用いられている。

## 構造

### 導線
水源は福山城の西を流れる芦田川、導水路は吉津川を用いた。吉津川は城の堀へ供給する水路、農業用水路も兼ねていた。吉津川途中にある蓮池（どんどん池）を貯水池兼沈殿池とした。この池には更に伏流水からの湧水も流入していたため、干ばつ時でも水は涸れることはなかったと伝えられている。

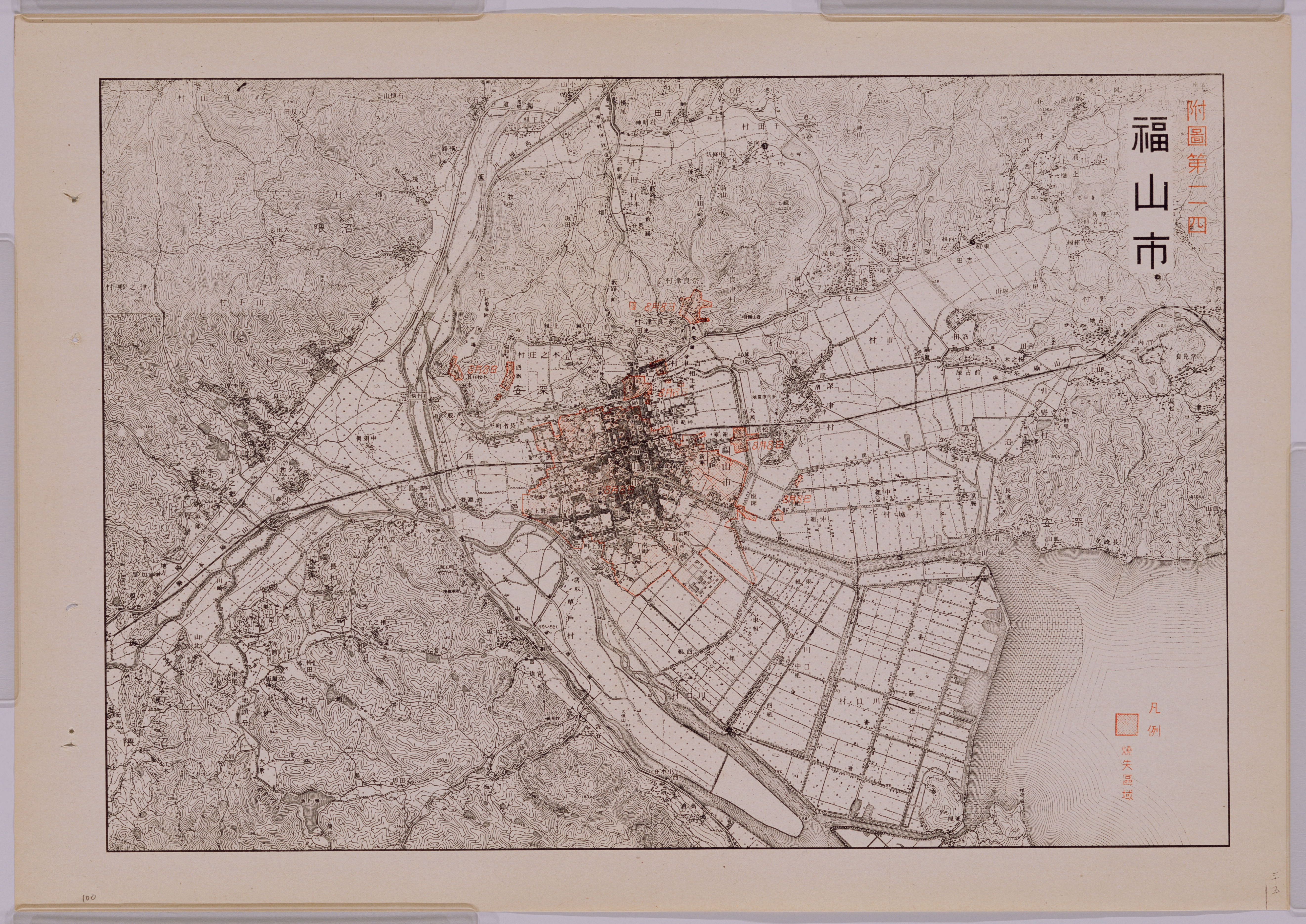
1945年戦災概況図福山
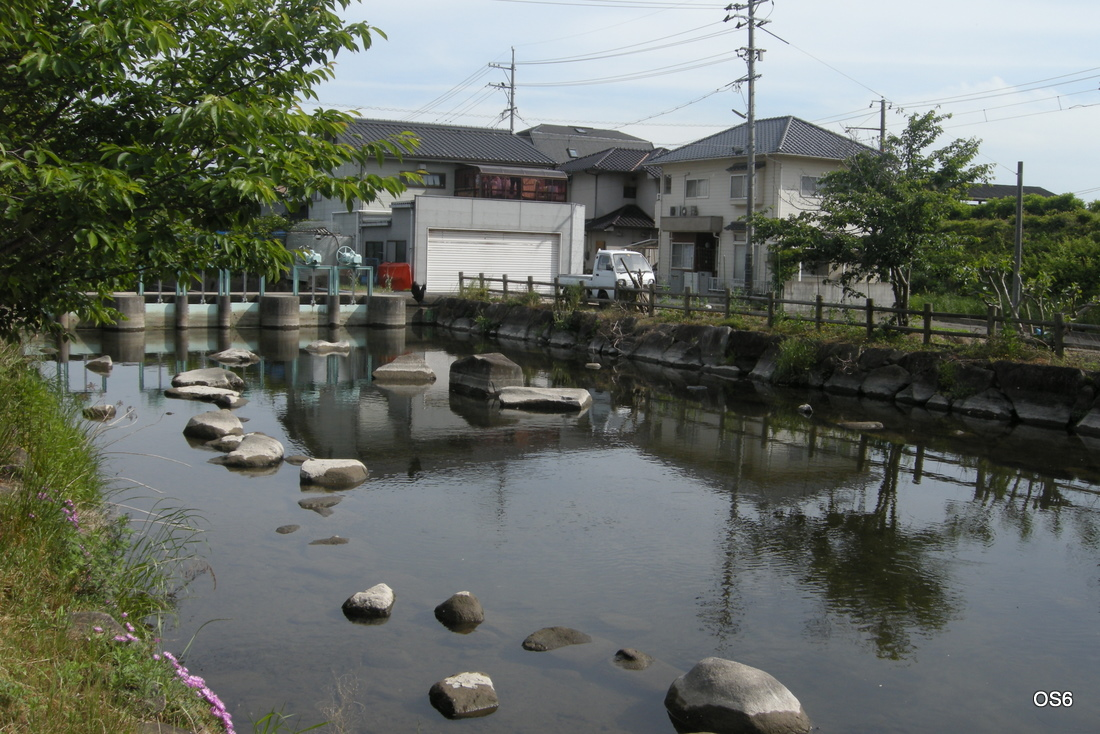
2.本庄二股の上流側にある丸川分水。ここでは下井出と分流する。
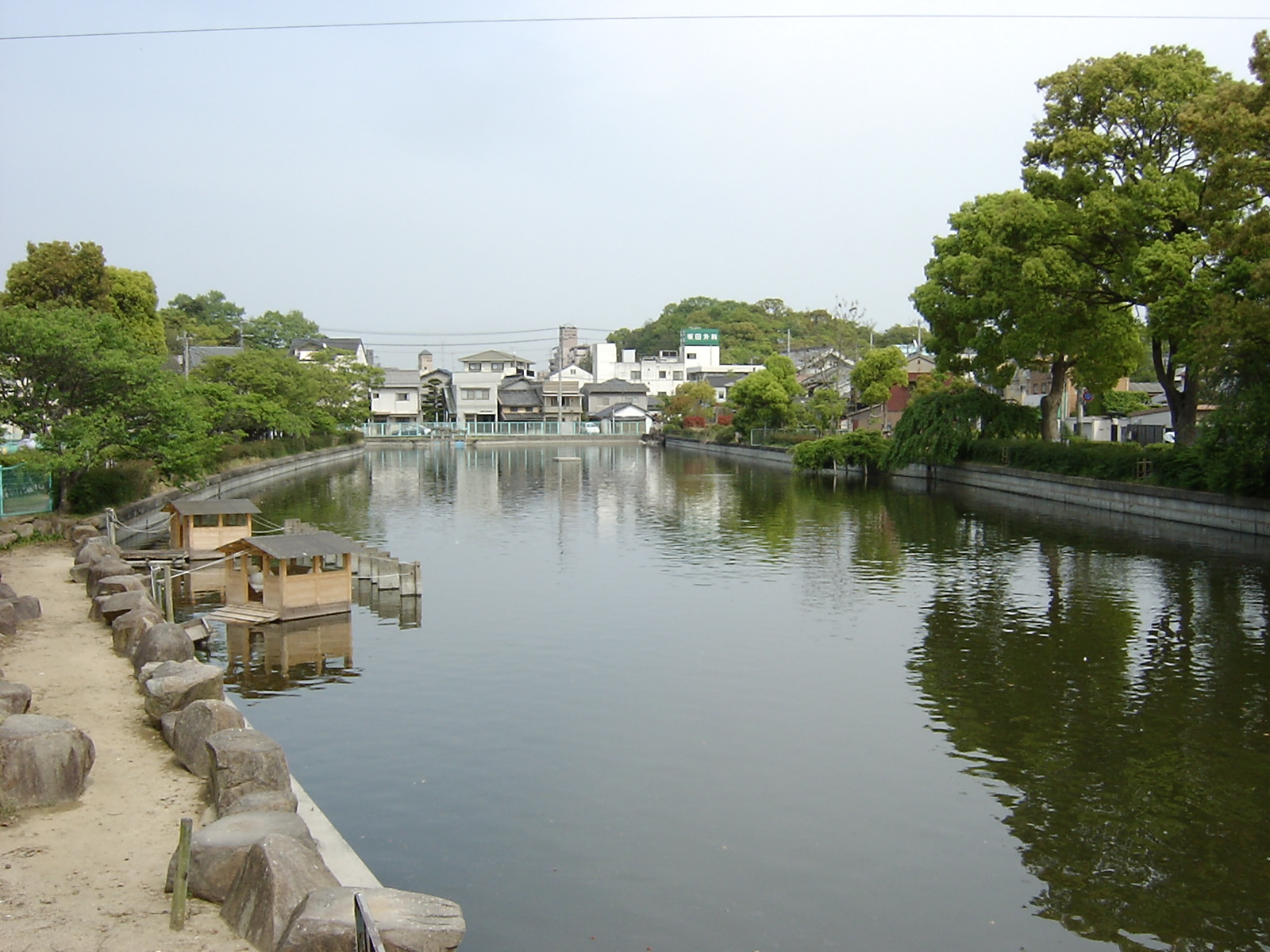
3.蓮池（どんどん池）

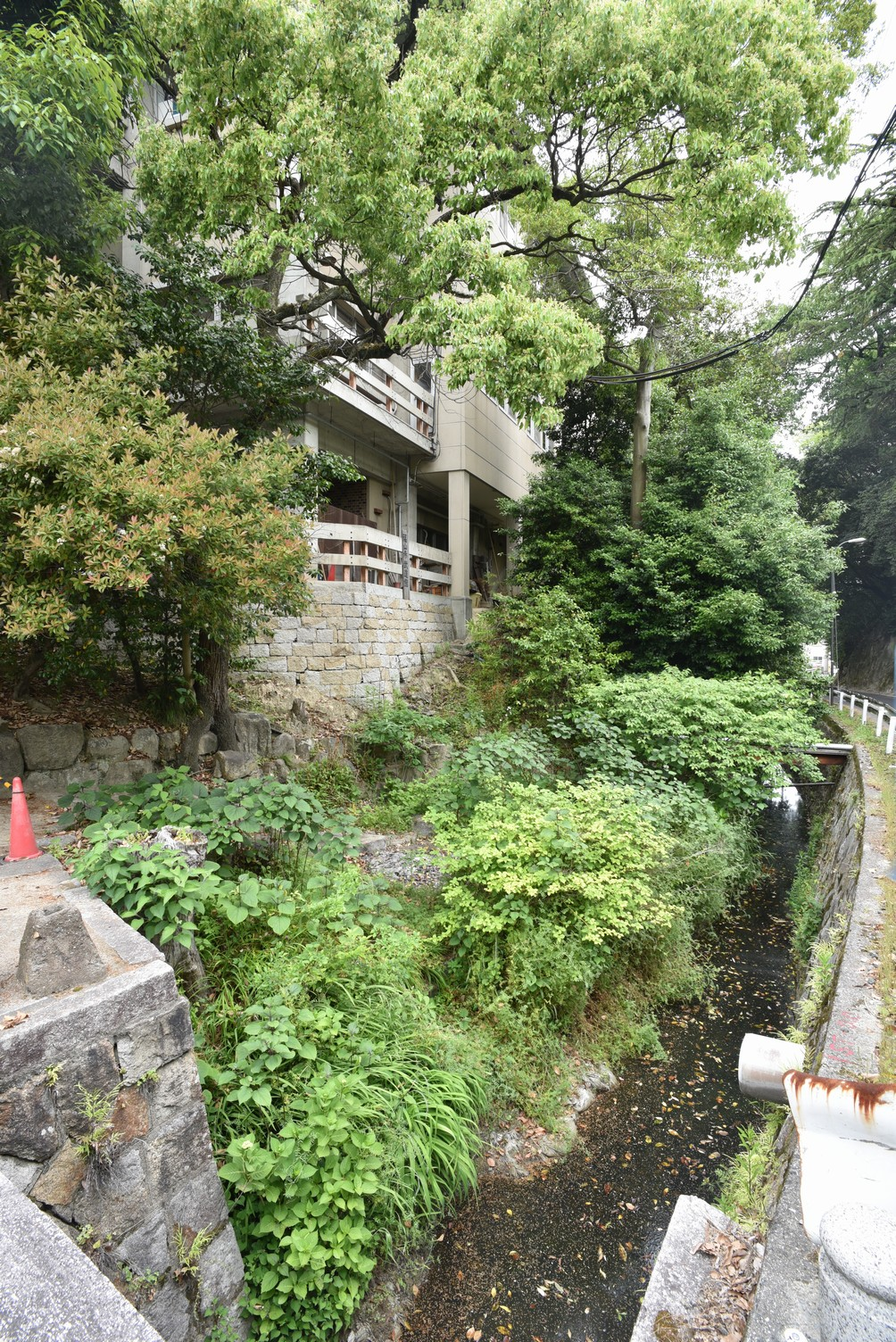
4. 福山城本丸と天神山との間の小川

町内への幹線ルートは以下の4通り。東南側が備後灘から続く入川（入江）で城の外堀が繋がり町を2分しているため、東西2系統に分かれることになった。ほとんどが藩営事業で、末端の町屋・西端の長者町幹線・北東端の古吉津町幹線は町民営であった。またのちの藩事業で末端の一部が整備されたものもある。
- 城下西側 : 蓮池の西側→西進し大工町・長者町
- 城下南側 : 蓮池の東側→西堀端町・武家町→城の南側から大手門の南→神島町・奈良屋町・医者町・大工町・蘭町・新町・福徳町
- 城下東側 : 蓮池の東側→天神山と城の間の小川→三蔵稲荷神社西北の取水扉門→外掘に沿って北から東へと回る→町人町
- 城下北側（寺社地） : 蓮池の東側→御手洗川→城北の妙政寺前の取水扉門→各寺院

幹線の総延長約14km（約3里半（約13.7km）とも）。当時は自然流下であった。そのため上流側水源の取水口とともに下流側に放水口も設けてられている。
| 阿部氏福山藩時代（1710年から1871年）の絵地図から福山市水道局が作成した「福山旧上水道分布図」を参考に、1988年空中写真に描いたもの。そのため当初福山藩が整備したものとは違う可能性がある。 | |
| | - : 総構え - 御上仮設水道 - : 石畳暗渠 - : 土管および木管 - 町民仮設水道 - : 石畳暗渠 - : 土管および木管 - ▲ : 取水口 - × : 放水口 - □ : 貰洞 - ○ : 大井戸 |

### 配管
主要幹線は、道の中央に配置され両岸を石垣で固めその上に石畳で覆いを被せた暗渠としていた。サイズは幅3.0～2.0尺 × 深2.0～1.5尺（約0.9～0.6m × 約0.6～0.45m）。
当初は開渠つまり水路のままであったが、道の中央にあったことから通行および商売の邪魔となったため後付で石畳を被せた。この暗渠の著名なエピソードとして、水野勝成隠居後に書かれた『宋休様御出語』に以下のものが残っている。
勝成が隠居したのは寛永16年（1639年）死去が慶安4年（1651年）であるため、早くから暗渠化していたことになる。
幹線の要所は「貰洞」と呼ばれた井戸状の中継点がおかれた。通常は暗渠と同様に石製の蓋で覆われ、定期的に浚渫し、干ばつ時には蓋をとって直接水を汲み出していた。2種類あったことがわかっており、小さい方が縦横3尺四角（約0.9m×0.9m）の木製枡で、全国の他の近世水道でもよく見られるもの。大きい方が、1間四角×深さ8尺（約1.8m×1.8m×2.4m）で木製井戸枠を積み重ねた形状で、これは全国的に見ても福山水道でしか見られないサイズである。
これら幹線や貰洞から木樋・竹樋・土管などで各家の水がめに導かれた。木樋・土管の詳細は右映像外部リンクの動画を参照。
入川（入江）沿いの2つの大井戸は船舶給水用のものである。そこは藩船が繋がれており、その周囲には船奉行や船頭・水主の家があった。

## 遺構
現在、当時の遺構がいくつか残っている。

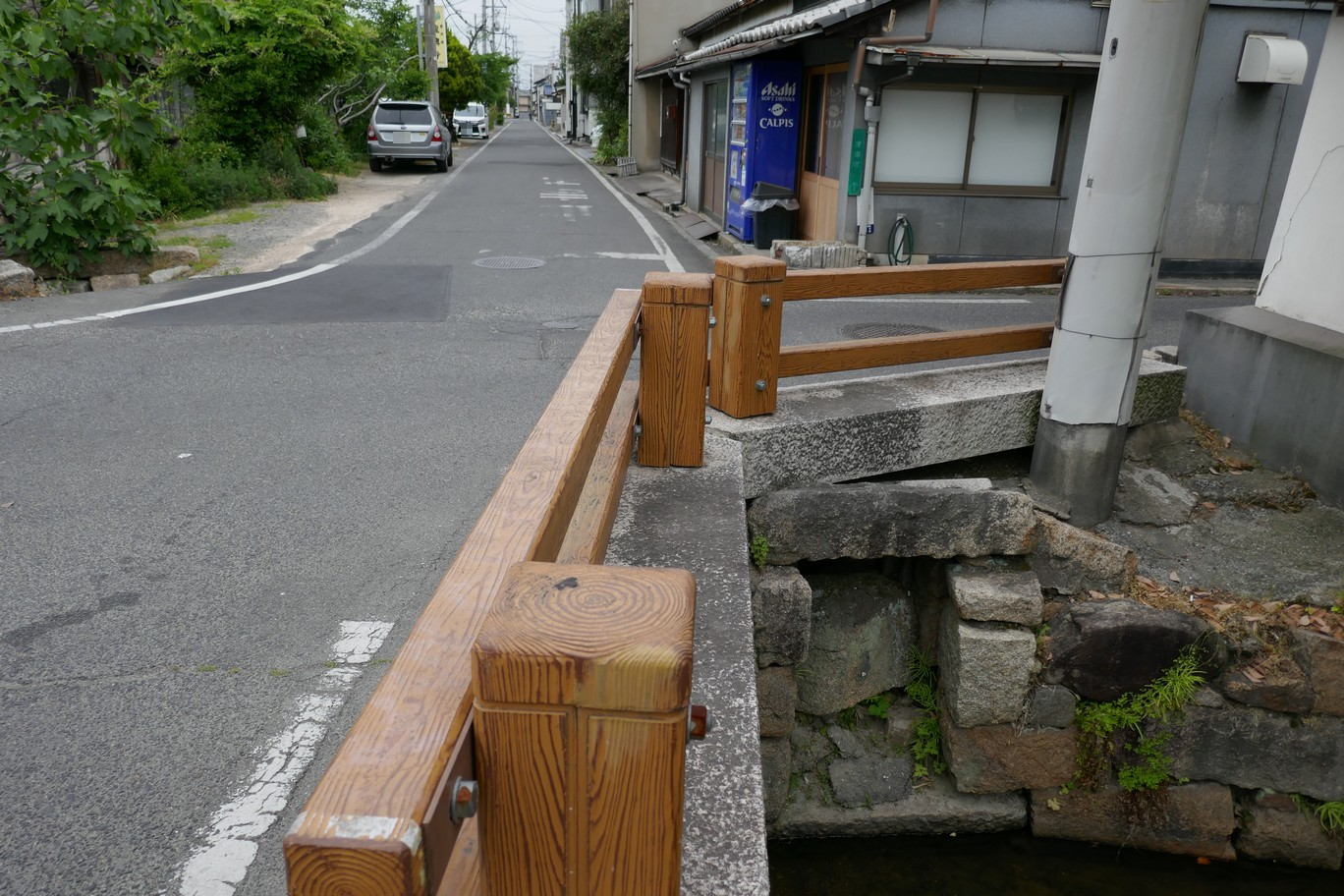
妙政寺前取水扉門（中央下）

- 蓮池 - 面積約9,000m2 [23]。上記の通り沈殿池兼貯水池。池から樋門を通って水が出る際に"ドンドン"と音がしたことから「どんどん池」の愛称がつき、現在でもその名前で親しまれている[17]。呑吐池と呼ばれていたものが変化したという仮説もある[17]。吉津川の別名「蓮池川」はここからきている。現在この周りは蓮池公園として整備され、蓮池記念碑が建立されている。
- 天神山南の小川 - 幅約2.5m×深さ約1.4m[17]。福山城がある城山のすぐ北にある丘は天神山（正式には松山）と呼ばれる。この城山と天神山は築城以前は一つの山であったが、城下町を整備した際に蓮池からの上水を城下に引き入れるための幹線水路を引くことになり掘削され水路が整備され2つの山となった。この南側の小川も含め、当時の水路が残っているのはこの丸之内-吉津町周辺のみとなっている[9]。
- 妙政寺前取水扉門 - 幅0.65m×深1.45m×奥0.6mの石積扉門[21]。上記の通り主要取水口の一つ。この寺の南側の川は別名「御手洗川」と呼ばれ、この水は水道の主要幹線および農業用水として利用された。現在は石で塞がれているものの、当時の取水口が形として残っているものはここのみ[9]。
- 古野上町の福山上下水道局局舎ロビー1階に旧水道の石管や木管が展示されている。

## 参考資料
- “福山の水道のあゆみ”.   福山市上下水道局. 2020年9月29日時点のオリジナルよりアーカイブ。2021年7月12日閲覧。
- 溪口誠爾「福山上水と神谷治部」『農業土木学会誌』第53巻第3号、農業農村工学会、1985年、276-280頁、doi:10.11408/jjsidre1965.53.3_276、ISSN 0369-5123、NAID 130004288449、2021年7月20日閲覧。
- 国土交通省『芦田川水系流域及び河川の概要』（PDF）。2021年7月12日閲覧。